# 푸블리우스 큉크틸리우스 바루스

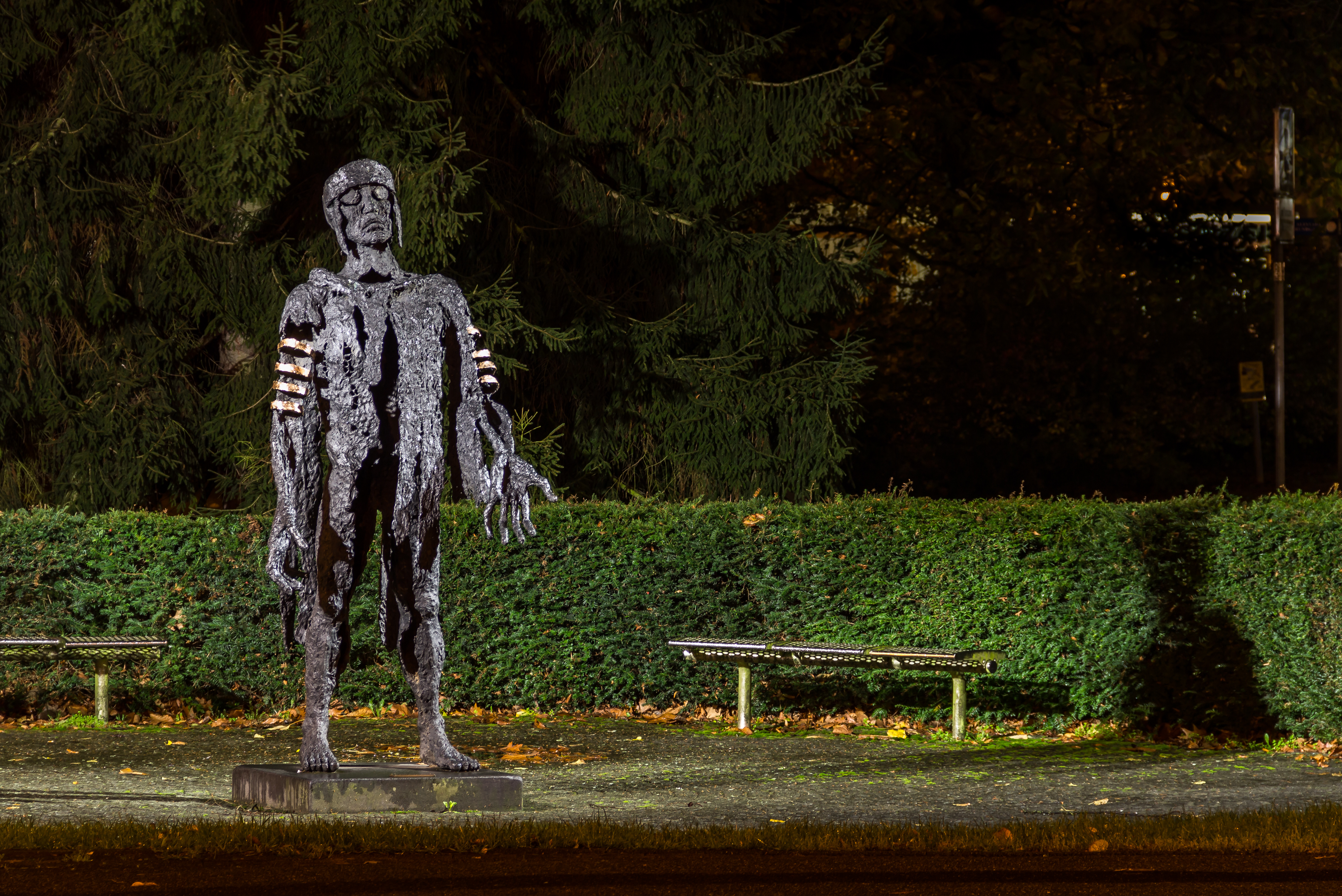

푸블리우스 큉크틸리우스 바루스(라틴어: Publius Quinctilius Varus 푸블리우스 큉크틸리우스 와루스[*], 기원전 46년 ~ 기원후 9년)는 로마 제정 초기 아우구스투스 시대의 정치가이자 장군이다.

## 경력

### 시리아 총독
아우구스투스의 부관 빕사니우스 아그리파의 딸 빕사니아 마르셀라와 결혼하였다. 아그리파와 아우구스투스의 신임을 얻어 기원전 9년 티베리우스와 공동집정관에 취임하고 그 후 아프리카, 시리아 총독을 지냈다. 시리아총독 당시 유대에서 일어난 유대인 반란(유대독립전쟁)을 진압하면서 예루살렘을 점령하고 2000여명의 유대인 반란군을 십자가형에 처했다.

### 게르마니아
시리아에서 로마로 돌아와서 몇 년을 보내다가 기원후 7년 게르마니아로 부임했다.
9년 토이토부르크 숲(현재의 오스나브뤼크 동쪽)에서 벌어진 게르만족과의 전투에서 게르만 헤르스커족의 족장 아르미니우스(Arminius, 독일명 Hermann)가 이끄는 게르만 부족연합군에게 철저히 패하여 그의 지휘하에 있던 로마 군단(제17, 제18, 제19군단)이 모두 괴멸당했다. 바루스는 그 전투에서 패하자 자살했다.